# Staatsstraße 25 (Finnland)

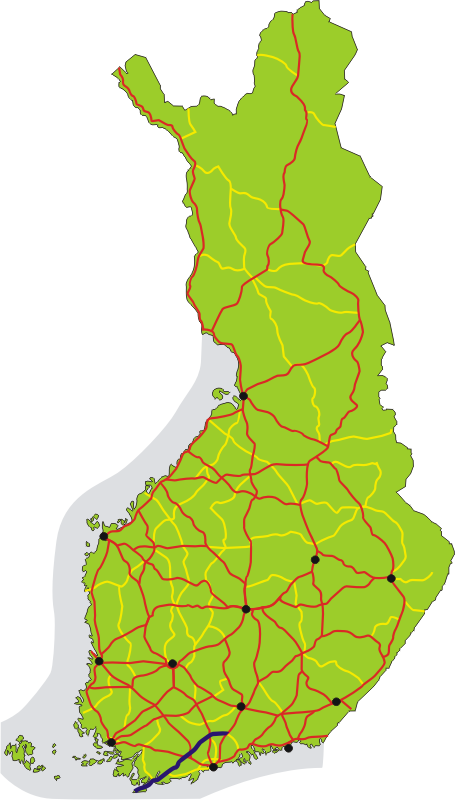
Verlauf der Staatsstraße 25

Die finnische Staatsstraße 25 (finn. Valtatie 25, schwed. Riksväg 25) beginnt in Hanko (schwed.: Hangö), der südlichsten Stadt Finnlands, und führt nach Mäntsälä nördlich von Helsinki. Die Straße ist 172 Kilometer lang.

## Streckenverlauf

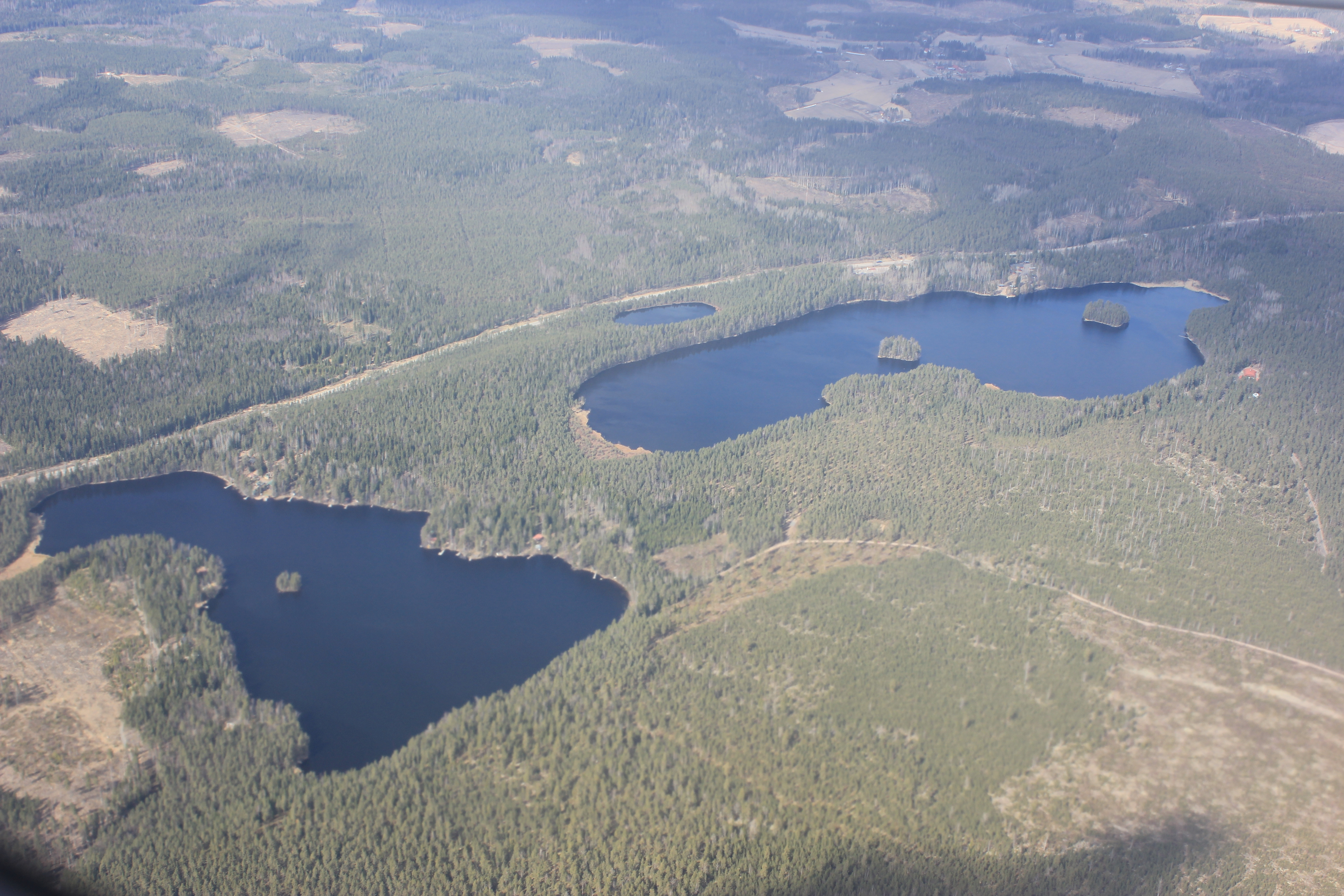
Die Straße südwestlich von Hyvinkää im Luftbild

Die Staatsstraße 25 verläuft immer in nordöstlicher Richtung von Hanko zunächst etwa parallel zur Küste des Finnischen Meerbusens nach Karis (finn.: Karjaa), das seit 2009 einen Teil der Gemeinde Raseborg (finn.: Raasepori) bildet. Von dort aus führt sie weiter über Lohja (schwed.: Lojo), kreuzt die Staatsstraße 1 (zugleich Europastraße 18) sowie bei Hyvinkää (schwed.: Hyvinge) die Staatsstraße 3 (zugleich Europastraße 12) und endet in Mäntsälä an der Staatsstraße 4 (zugleich Europastraße 75).